# Les Âmes mortes
Cet article possède un paronyme, voir Les Âmes mortes (série télévisée).
Ne doit pas être confondu avec Les Âmes fortes.
Les Âmes mortes  est un roman de Nicolas Gogol paru en 1842.
Narrant sur un ton comique les mésaventures d'un petit escroc dans la province de l'Empire russe des années 1820, le roman est aussi une troublante dénonciation de la médiocrité humaine et est considéré comme une des œuvres maîtresses de la littérature russe.

## Présentation
Le roman a été publié originellement avec le sur-titre Les Aventures de Tchitchikov et le sous-titre Poème, peut-être pour céder aux exigence du comité de censure de Saint-Pétersbourg. Le sous-titre, qui fit scandale à l'époque, pourrait être un artifice de Gogol pour éviter la censure, en insistant sur le caractère fictif de son histoire. Une autre hypothèse est qu'il s'agirait d'un hommage à Pouchkine, qui avait envisagé de faire un poème sur le thème des Âmes mortes.
Dans l'Empire russe, le mot « âme » désignait les serfs mâles. C'est le nombre d'âmes qui déterminait la valeur d'une propriété ainsi que l'impôt foncier dont le propriétaire était redevable. Comme les recensements n'étaient effectués que tous les cinq ans, les serfs morts « vivaient » parfois des années dans les registres de l’État ; et les propriétaires continuaient de payer l'impôt par tête sur ces âmes mortes. Cette absurdité du système avait donné à des escrocs, dont fait partie Tchitchikov le héros du livre, l'idée d'une arnaque au crédit foncier. Ils achetaient d'abord des âmes mortes à prix minime, pour le plus grand bénéfice des propriétaires, ainsi dégrevés de l'impôt correspondant. Ils les plaçaient ensuite, fictivement évidemment, sur un terrain acheté à bon compte. Finalement, ils hypothéquaient le tout auprès du crédit foncier, pour la valeur d'une propriété florissante.

## Résumé

### Chapitre I
Le conseiller de Collège Pavel Ivanovitch Tchitchikov, son cocher Sélifane (toujours entre deux vins) et son laquais Pétrouchka (à l'odeur corporelle puissante) arrivent à N., un chef-lieu de province. À peine arrivé à l'auberge où il séjourne, Tchitchikov s'enquiert de la société locale : qui sont les notables et s'il y a eu des épidémies récemment.
Tchitchikov passe les jours suivants en mondanités, se faisant connaître, et apprécier, de toutes les notabilités locales. Tous louent son entregent : 

« Bref, dans quelques sens qu'on le [Tchitchikov] tournât, c'était un homme convenable à tous égards, et les fonctionnaires de la ville se montraient satisfaits d'avoir parmi eux cette nouvelle figure. Le gouverneur déclara que c'était quelqu'un de bien intentionné ; le procureur l'estima des plus sensés ; le colonel de gendarmerie répétait que c'était un savant ; le président du tribunal : un homme instruit et respectable ; le chef de la police : un homme respectable et aimable ; l'épouse du chef de la police : le plus aimable et le plus courtois des hommes. Pourtant peu enclin à juger favorablement quiconque, Kabotievitch lui-même, rentré assez tard de la ville, ne put s'empêcher de dire, déjà entièrement dévêtu, en se couchant auprès de sa femme efflanquée : « J'ai été, mon cœur, à la soirée du gouverneur, j'ai déjeuné chez le chef de la police et fait la connaissance du conseiller de Collège Pavel Ivanovitch Tchitchikov : un charmant garçon ! » À quoi l'épouse grogna un « Hon ! » en lui décochant un coup de pied. »

— Nicolas Gogol, Les Âmes mortes.
Mais après une semaine, profitant de la bonne opinion qu'on a de lui, le nouveau venu se lance dans une étrange entreprise, une lubie, et plonge tout le monde dans la perplexité.

### Chapitre II
Sa première visite est pour Appatov, un propriétaire terrien qu'il a connu la semaine précédente et qui habite aux « Appâts », un lieu isolé, beaucoup plus loin de la ville qu'indiqué et que Tchitchikov peine à trouver. Visiblement, les visites y sont rares et Tchitchikov est accueilli très civilement par Appatov, son épouse, madame Appatova et leurs deux jeunes fils, Thémistoclus et Alcide. La propriété est visiblement mal tenue, mais Tchitchikov n'est pas avare en politesses. Conquis, ses hôtes l'invitent à manger (une simple soupe aux choux). Ce n'est qu'après le repas que Tchitchikov s'ouvre au propriétaire du motif véritable de sa visite. Il souhaite en effet acheter des « âmes mortes », c'est-à-dire des serfs décédés, mais toujours considérés comme vivants par l'administration. La surprenante proposition de Tchitchikov laisse d'abord pantois et stupéfait le brave Appatov, qui est cependant un peu rasséréné quand son invité l'assure qu'il met le respect de la loi au-dessus de tout. L'affaire conclue — reste cependant à l'officialiser — Tchitchikov quitte aussitôt, mais toujours très poliment, ses hôtes malgré leur insistance pour se rendre chez Kabotievitch. Une fois seul, Appotov tente de réfléchir — un moment seulement — à l'étrange proposition et à l'amitié qui le lie au prestigieux Tchitchikov...

### Chapitre III
À bord de sa britchka brinquebalante, le héros entame sa tournée d’achat de morts dans la campagne des alentours. Il rencontre ainsi une divertissante galerie de propriétaires : Manilov, imbécile mielleux ; Korobotchka, avide et sotte vieille ; Nozdriov, joueur et menteur ; Sobakevitch, rustaud ; Pliouchkine, avare.
La plupart de ces hobereaux sont interloqués par l'étrange offre que leur fait Tchitchikov : « j'ai l'intention d'acheter des morts... ». Mais ils ne la comprennent que sous l'angle extrêmement étroit sous lequel ils voient le monde. Manilov est satisfait dès que Tchitchikov l'assure que l’opération n’est pas « contraire aux institutions, ni aux vues subséquentes de la Russie ». Korobotchka craint de faire une mauvaise affaire et préférerait attendre le prochain acheteur pour connaître le juste prix d’une âme morte. Nozdriov offre de jouer les morts aux cartes ou aux dames, de les échanger contre quelques chiens, etc.
Tchitchikov rentre ensuite en ville. Les notables et surtout leurs épouses vouent rapidement une véritable adoration à celui qu'ils voient comme un mystérieux et séduisant millionnaire. C'est l'heure de gloire de Tchitchikov, qui croit que son rêve de devenir riche et de fonder une famille est près de s'accomplir. Hélas, les rumeurs les plus étranges commencent à circuler sur son compte. C'est que deux des vendeurs de morts, Korobotchka, angoissée de s'être fait rouler, et Nozdriov, même si en état d'ébriété avancée, ont dévoilé certains éléments de son incompréhensible commerce.
Tout ceci oblige Tchitchikov à fuir au plus vite la bourgade, tandis que l'auteur révèle le passé de fonctionnaire corrompu de son héros.
La deuxième partie, inachevée et lacunaire, montre Tchitchikov parcourir une autre province dans le même but, et le voit intervenir plus directement dans les affaires de ses hôtes, réconciliateur, marieur, arrangeur de testament, jusqu'à être jeté en prison et risquer la Sibérie, et n'en être tiré qu'in extremis par un tourbillon de complots et de générosité mêlés dont il ressort avec quelques cheveux en moins, toujours dans sa britchka et avec ses deux serviteurs, un peu comme le diable de Mikhaïl Boulgakov.

## Historique

### Une histoire drôle
En 1835, Gogol est un jeune écrivain qui vient d'obtenir ses premiers succès. Il demande alors un sujet de roman à Pouchkine, déjà reconnu en Russie comme un génie littéraire. Son idole lui donne l'idée des Âmes mortes, inspirée d'un fait divers authentique, également exploité par Vladimir Dahl à la même époque.
Gogol s'attaque avec enthousiasme à son premier roman. Il a l'ambition d'en faire quelque chose d'extrêmement comique, comme les contes folkloriques ukrainiens qui lui ont valu la notoriété. Vite, cependant, il délaisse Les Âmes mortes pour écrire son grand drame Le Revizor (également sur une idée de Pouchkine). La pièce est un nouveau succès. Gogol, néanmoins, se sent incompris du public et décide d'entamer, en 1836, un long périple en Europe.

### Le legs sacré de Pouchkine
Quelques mois plus tard, en mars 1837, Les Âmes mortes prennent subitement une nouvelle dimension, lorsque Gogol apprend la mort dramatique de Pouchkine. Il se prétend d'abord incapable d'écrire encore la moindre ligne, son chagrin étant « plus profond que celui ressenti lors de la mort de son propre père ». Il déclare ensuite que Les Âmes mortes sont un « legs sacré » du poète disparu, que celui-ci lui avait fait jurer d'achever (en fait, les deux écrivains ne se sont que rarement rencontrés et Pouchkine évoque plaisamment dans une lettre la façon dont Gogol le pille).

### La Russie vue de Rome
Durant les quatre années qui suivent, Gogol peaufine son texte, tout en se déplaçant constamment en Europe. C'est en Suisse, à Paris, mais surtout à Rome, qu'il dresse le tableau réaliste de son pays, adoré et détesté. Dans sa foi de plus en plus exaltée en sa « mission », il envisage désormais Les Âmes mortes comme une œuvre « immensément grande », « un Léviathan » « quelque chose qui n'est pas l'œuvre d'un homme ordinaire ». Il achève finalement son travail en 1841.

### La publication, malgré la censure
Rentrant en Russie à l'automne 1841, c'est seulement après cinq mois de négociations que Gogol obtient, presque miraculeusement, une autorisation de publication (les commentaires stupides des fonctionnaires de la commission de censure de Moscou pourraient constituer un chapitre supplémentaire des Âmes mortes, si l'on en croit une lettre de l'auteur). Le livre est publié moyennant les changements imposés par les censeurs. Gogol a déjà fui le pays. Convaincu que personne ne comprendrait son œuvre, il a préféré ne pas attendre les critiques. Confirmant ses appréhensions, Les Âmes mortes génèrent beaucoup d'agitation. Elles l'établissent aussi comme l'un des plus grands écrivains russes de son temps.

### La suite desÂmes mortes
Gogol continue ses voyages à travers l'Europe, de Nice à Ostende. Littérairement, il se consacre à la publication de ses Œuvres complètes mais aussi à la seconde partie des Âmes mortes. Déprimé et hypocondriaque, Gogol ne parvient cependant pas à trouver l'inspiration nécessaire pour ce texte que toute la Russie attend. Il entame alors une dérive mystique. Il en vient ainsi progressivement à l'idée que Les Âmes mortes doivent former un triptyque décrivant un cheminement moral idéal : comme La Divine Comédie de Dante, l'œuvre conduirait de l'enfer, décrit dans la première partie, au purgatoire (deuxième partie), avant d'atteindre le paradis (troisième partie). Pour l'écrire, il se persuade de la nécessité pour lui de progresser simultanément vers la perfection morale.

### Les autodafés et la mort
De 1843 à 1848, la suite des Âmes mortes n'avance pas ; Gogol ne parvenant pas à y faire passer son message religieux. Il en brûle à plusieurs reprises les manuscrits. Se sentant de plus en plus malade et désemparé, il décide finalement de quitter l'Europe pour accomplir un pèlerinage en Terre sainte. Déçu par sa visite des lieux saints, Gogol regagne finalement la Russie. Il y cherche désespérément l'apaisement, pendant les quatre dernières années de sa vie où il se met à fréquenter moines et fols-en-Christ. À Moscou, aux premières heures du 12 février 1852, il procède à un dernier autodafé. Au matin, il prétend avoir été trompé par le démon. Il se laisse ensuite mourir, refusant nourriture et soins, et décède le 21 février 1852.

### L'échec du roman moral
De larges extraits de la seconde partie des Âmes mortes nous sont parvenus. Il s'agit d'un ouvrage édifiant, d'un ton conservateur jugé par certains comme étant souvent à la limite du ridicule, dans lequel Tchitchikov, le héros de la première partie des Âmes mortes fait la rencontre d'hommes moralement extraordinaires. Considéré par les critiques comme étant d'une qualité bien inférieure à la première partie, le génie unique de Gogol y perce cependant encore dans quelques passages.

## Critique

### Interprétation de l'œuvre par les critiques contemporains
Dès sa parution, l'œuvre a été encensée pour son remarquable réalisme par les principaux intellectuels russes, tels le critique Vissarion Belinski ou l'écrivain Serge Aksakov : le génie caricaturiste et satiriste de Gogol lui a permis de dresser un tableau véridique et comique de la Russie de son temps.

### Réception de l'œuvre par le public contemporain
La publication des Âmes mortes a aussi fait scandale, la majorité des lecteurs russes de l'époque, qu'ils soient conservateurs ou réformateurs, ayant compris le roman comme une critique sociale, en particulier du servage. En effet, toutes les tares de l'Empire russe (corruption de l'administration locale, misère et ignorance absolues de la paysannerie, oisiveté de la noblesse, etc.) y sont exposées sans aucune concession comme dans Le Revizor ou, sur un autre ton, dans La Russie en 1839 d'Astolphe de Custine.

### Les Âmes mortesselon Gogol
Cette lecture politique a profondément irrité l'auteur qui a toujours nié avoir voulu faire passer de message politique dans Les Âmes mortes, il était d'ailleurs un ardent défenseur de l'autocratie.
Gogol a d'abord voulu écrire un roman comique. Peu à peu, suivant sa propre évolution psychologique et morale, il a fait des Âmes mortes une dénonciation, sous l’apparence d’une farce, de la médiocrité humaine : les véritables âmes mortes sont ces propriétaires qui vivent sans jamais véritablement s'interroger sur le sens de leurs actes ni, plus largement, sur les absurdités du monde. Au fil des ans, tandis qu'il s'enfonçait dans une auto-destructrice quête de perfectionnement moral, Gogol a donné une interprétation mystique aux Âmes mortes comme représentation de l'enfer sur terre. Il entendait, dans une deuxième et une troisième partie, sauver ses héros (et la Russie). Gogol s'épuisera à cette tâche, qu'il n'achèvera jamais.
À ce titre, Les Âmes mortes sont aussi un document essentiel pour comprendre la tragédie que fut la vie de Gogol. Celui-ci disait de ce roman  qu'il était l'histoire de son âme. Les Âmes mortes reflète, en effet, toutes les convulsions de la conscience torturée de l'auteur, pendant les dix-sept ans qu'il lui consacra (de 1835 à 1852). Les Passages choisis d'une correspondance avec des amis, ouvrage mystique publié en 1846, sont aussi intéressants pour les pages consacrées aux Âmes mortes.

### Un classique de la littérature mondiale
Les Âmes mortes sont vite devenus un classique en Russie comme à l'étranger et ont inspiré de nombreux auteurs, dont Mikhaïl Boulgakov dans Le Maître et Marguerite, mais aussi Dostoïevski ou Soljenitsyne.
Dans une lecture particulièrement intéressante des Âmes mortes, Vladimir Nabokov explique la dimension existentielle de l'œuvre et tire la conclusion que Gogol est supérieur à Fiodor Dostoïevski, Ivan Tourgueniev ou Anton Tchekov.

## Illustrations dePiotr Boklevski

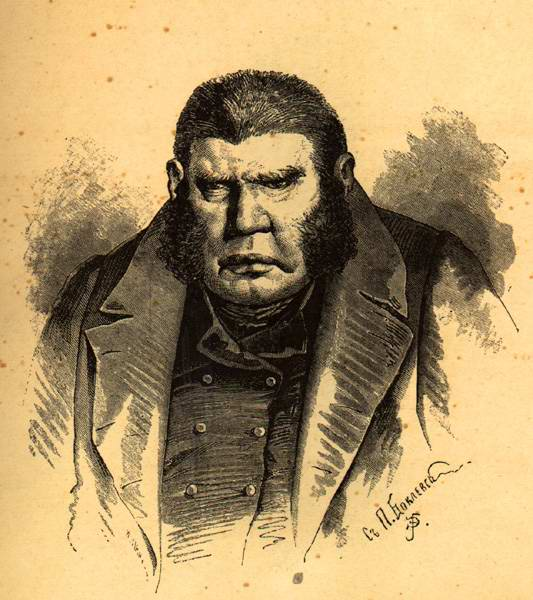
Piotr Boklevski, Sobakevitch (Собакевич) (Les Âmes mortes)
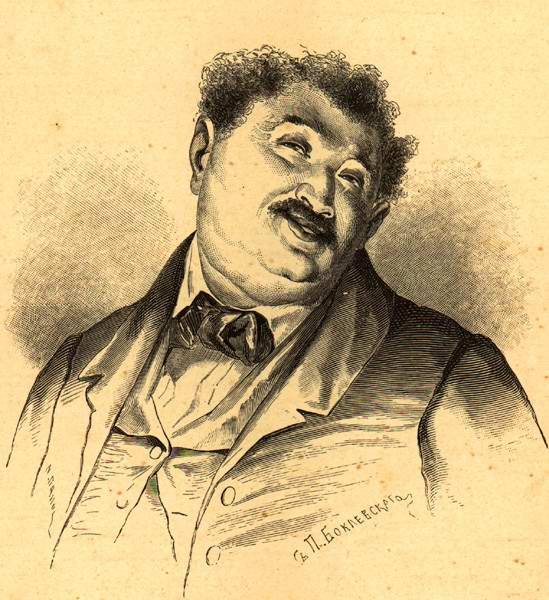
Piotr Boklevski, Manilov (Манилов) (Les Âmes mortes)
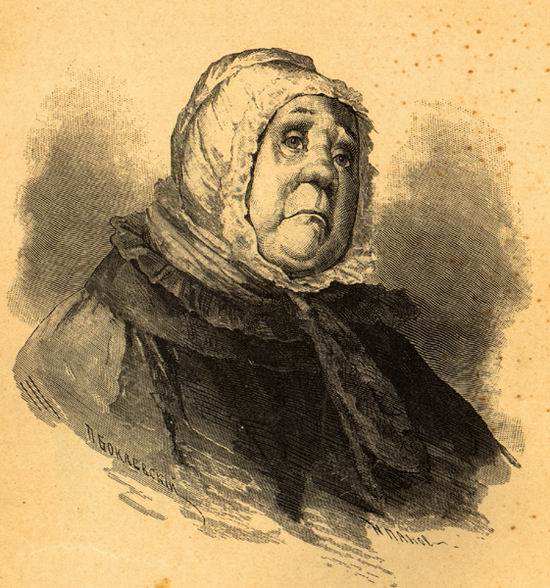
Piotr Botlevski, Korobotchka (Коробочка) (Les Âmes mortes)
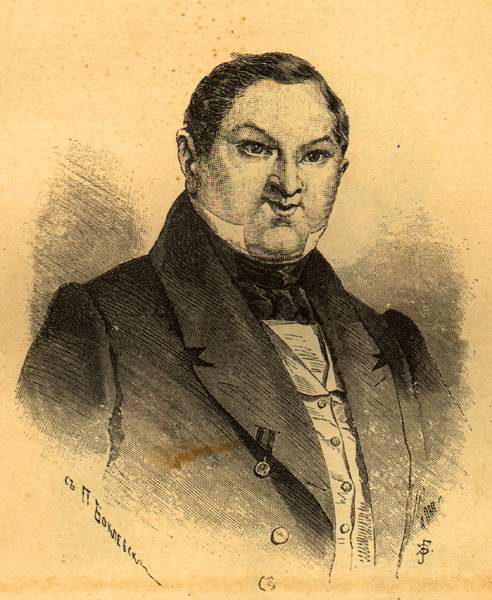
Piotr Botlevski, Tchitchikov (Чичиков) (Les Âmes mortes)

## Mises en scène notables
- 1960 : Les Âmes mortes d'après Nicolas Gogol, mise en scène par Roger Planchon, Théâtre de la Cité de Villeurbanne, Odéon-Théâtre de France
- 2014 : Les Âmes mortes d'après Nicolas Gogol, mise en scène par Kirill Serebrennikov, Centre Gogol de Moscou[12], première française en 2016 au Festival d'Avignon[13].

## Adaptations
cinéma
- 1909 : Les Âmes mortes de Piotr Tchardynine
- 1960 : Les Âmes mortes de Leonid Trauberg

télévision
- 1984 : Les Âmes mortes, série télévisée soviétique mise en scène par le réalisateur Mikhail Schweitzer, avec Aleksandr Kaliaguine dans le rôle de Tchitchikov.

## Éditions françaises
- Les Âmes mortes, traduction d'Ernest Charrière, 1859.
- Les Âmes mortes, traduction d'Henri Mongault, notes de Gustave Aucouturier, Gallimard, 1925
- Les Âmes mortes, traduction d'Henri Mongault, préface de Albert Cossery, dans Œuvres complètes, Paris, Gallimard, Bibliothèque de la Pléiade, 1966, 1 953 p.
- Les Âmes mortes, traduction de Marc Semenoff, avec une étude sur Gogol par Gérard-Gailly et un avant-propos du traducteur, illustrations de Tim, pour Edito-service, Genève, 1967
- Nicolas Gogol (trad. du russe par Anne Coldefy-Faucard), Les Âmes mortes : Poème, Lagrasse, Verdier, coll. « Poche », 2009, 380 p. (ISBN 978-2864325901, présentation en ligne), traduction qui remporte une Mention spéciale au Prix Russophonie 2007.